# Rudgea coronicarpa
Rudgea coronicarpa är en måreväxtart som beskrevs av John Duncan Dwyer. Rudgea coronicarpa ingår i släktet Rudgea och familjen måreväxter.
Artens utbredningsområde är Panamá. Inga underarter finns listade i Catalogue of Life.